# Georg von Werthern (Politiker)
Graf Georg d. J. Graf von Werthern (* 8. Juni 1700 in Regensburg; † 16. Dezember 1768 in Eythra) war ein Adeliger.

## Leben
Georg stammt aus der Linie Großneuhausen des thüringischen Adelsgeschlechts von Werthern und war der Sohn Georg d. Ä. Er heiratete am 12. Mai 1724 in Dresden Jacobine Henriette Gräfin von Flemming (1709–1784), Tochter des Generalmajors Bogislaw Bodo von Flemming. Er wurde königlich-polnischer und kurfürstlich-sächsischer Kammerherr in Dresden und später Geheimer Rat in Weimar. Als Reichserbkammer-Türhüter nahm er 1742 persönlich an der Krönung des Kaisers Karl VII. durch den Kölner Kurfürsten Clemens August in Frankfurt am Main teil. Beim Empfang des Kaisers stand der Türhüter mit dem schwarzen Stab an der Kirchentür.
Öffentliches Aufsehen erregte Georg von Werthern unter anderem dadurch, dass ihm 1757 die hohe Summe von 10.000 Reichstalern aus seinem Haus in der Kreuzgasse in Dresden gestohlen worden sind. Das Haus wurde durch preußische Truppen geplündert.

## Familie
Aus seiner Ehe mit Gräfin Jacobine Henriette von Flemming (1709–1784) entstammen mehrere Kinder, darunter:
- Jacob Friedemann (1739–1806) ⚭ Johanna Luise vom und zum Stein (1752–1811)
- Johann Georg Heinrich (1735–1790)

⚭ Johanne Sophie Louise Friederike von Buchwald († 3. Januar 1764, Tochter von Juliane Franziska von Buchwald)
⚭ 1777 Christiane Benedictine Johanna von Globig
- Rahel Luisa Henriette (* 22. März 1726; † 27. April 1753) ⚭ Johann Alexander von Callenberg (* 12. März 1697; † 13. Februar 1776)
- Christiane Jakobine (* 10. Mai 1727; † 30. Dezember 1778) ⚭ 12. August 1751 Johann Friedrich Ernst von Friesen († 21. Mai 1768)[2]